# Gare de Martigny-les-Bains
Gare de Martigny-les-Bains vasútállomás Franciaországban, Martigny-les-Bains településen.

## Vasútvonalak
Az állomást az alábbi vasútvonalak érintik:
- Merrey–Hymont - Mattaincourt-vasútvonal

## Kapcsolódó állomások
A vasútállomáshoz az alábbi állomások vannak a legközelebb:
- Gare de Contrexéville
- Gare de Lamarche